# Michiana Shores
Michiana Shores é uma cidade  localizada no estado americano de Indiana, no Condado de LaPorte.

## Demografia
Segundo o censo americano de 2000, a sua população era de 330 habitantes.
Em 2006, foi estimada uma população de 332, um aumento de 2 (0.6%).

## Geografia
De acordo com o United States Census Bureau tem uma área de
0,9 km², dos quais 0,9 km² cobertos por terra e 0,0 km² cobertos por água.

## Localidades na vizinhança
O diagrama seguinte representa as localidades num raio de 8 km ao redor de Michiana Shores.